# Albert Dupont
Albert Dupont (Estaimpuis, 25 gennaio 1884 – ...) è stato un ciclista su strada belga.
Professionista dal 1908 al 1914, vinse una Parigi-Bruxelles.

## Carriera
Tra i dilettanti vinse la Parigi-Bruxelles nel 1906. Passò professionista nel 1908, e in sette stagioni da professionista ottenne solo alcuni piazzamenti, tra cui un terzo posto nella tredicesima tappa del Tour de France 1911 ed un quinto posto ai campionati belgi nel 1909. Partecipò a cinque edizioni del Tour de France, concludendo al nono posto nel 1911.

## Palmarès
- 1906 (dilettanti)

2ª tappa Parigi-Bruxelles (Reims > Bruxelles)
Classifica generale Parigi-Bruxelles

## Piazzamenti

### Grandi Giri
- Tour de France

1908: ritirato (4ª tappa)
1909: ritirato (2ª tappa)
1911: 9º
1912: ritirato (11ª tappa)
1913: ritirato (4ª tappa)

### Classiche monumento
- Parigi-Roubaix

1910: 11º
1911: 21º
1912: 37º
1913: 47º